# Akado Suzunosuke
Akado Suzunosuke (赤胴鈴之助?) è un manga shōnen scritto e disegnato da Eiichi Fukui e Tsunayoshi Takeuchi e edito dal 1954 al 1965 dalla Shogakukan.
Fu originariamente ideato da Fukui, disegnatore di Igaguri-kun, ma morì prima della sua serializzazione e così venne proseguito da Takeuchi. Si rivelò un grande successo in patria ed ispirò un dramma radiofonico, dal quale poi vennero tratti ben nove film in live-action, realizzati tra il 1958 ed il 1959, ed un paio di serie televisive.

## Trama
Suzunosuke è un giovane che vuole diventare il più grande spadaccino dell'era di Bakumatsu Edo. Il suo nome di famiglia è Kinno, ma il suo soprannome è Akado, derivante dalla sua armatura rossa di Kendō, tramandata dal padre.
Separato dai suoi genitori in giovane età e cresciuto in campagna da un amico di famiglia, decide di recarsi in città in cerca della sua famiglia e per farsi strada nel mondo. Si unisce a un dojo gestito dall'amico di suo padre e inizia a imparare il kendo per seguire le orme di quest'ultimo. Nel frattempo, viene a conoscenza di una banda di banditi che si fa chiamare "Kimento", che semina il panico nella regione, e nel suo tempo libero decide di sconfiggerla.

## Anime
Dal manga è stata tratta una serie televisiva anime omonima, andata in onda dal 1972 al 1973 e prodotta da Tokyo Movie/A Pro, assieme a Mushi Pro e Toei Doga. Composta da 52 episodi, vi lavorarono numerosi futuri autori, come Yoshifumi Kondō, Hayao Miyazaki, Isao Takahata (che poi sarebbero confluiti nello Studio Ghibli) ed Osamu Dezaki, frutto dell'unione degli studi d'animazione Oh Pro, Junior, Mates, Neo Media, A Pro e Studio Z). In particolare, Kondo si occupò dell'animazione degli episodi 5, 12, 19 e 26, mentre Miyazaki della regia (assieme a Takahata, ma non vennero accreditati) e degli storyboard del 26, 27 e 41.